# Saletara liberia
Saletara liberia är en fjärilsart som först beskrevs av Pieter Cramer 1779.  Saletara liberia ingår i släktet Saletara och familjen vitfjärilar. Inga underarter finns listade.

## Bildgalleri

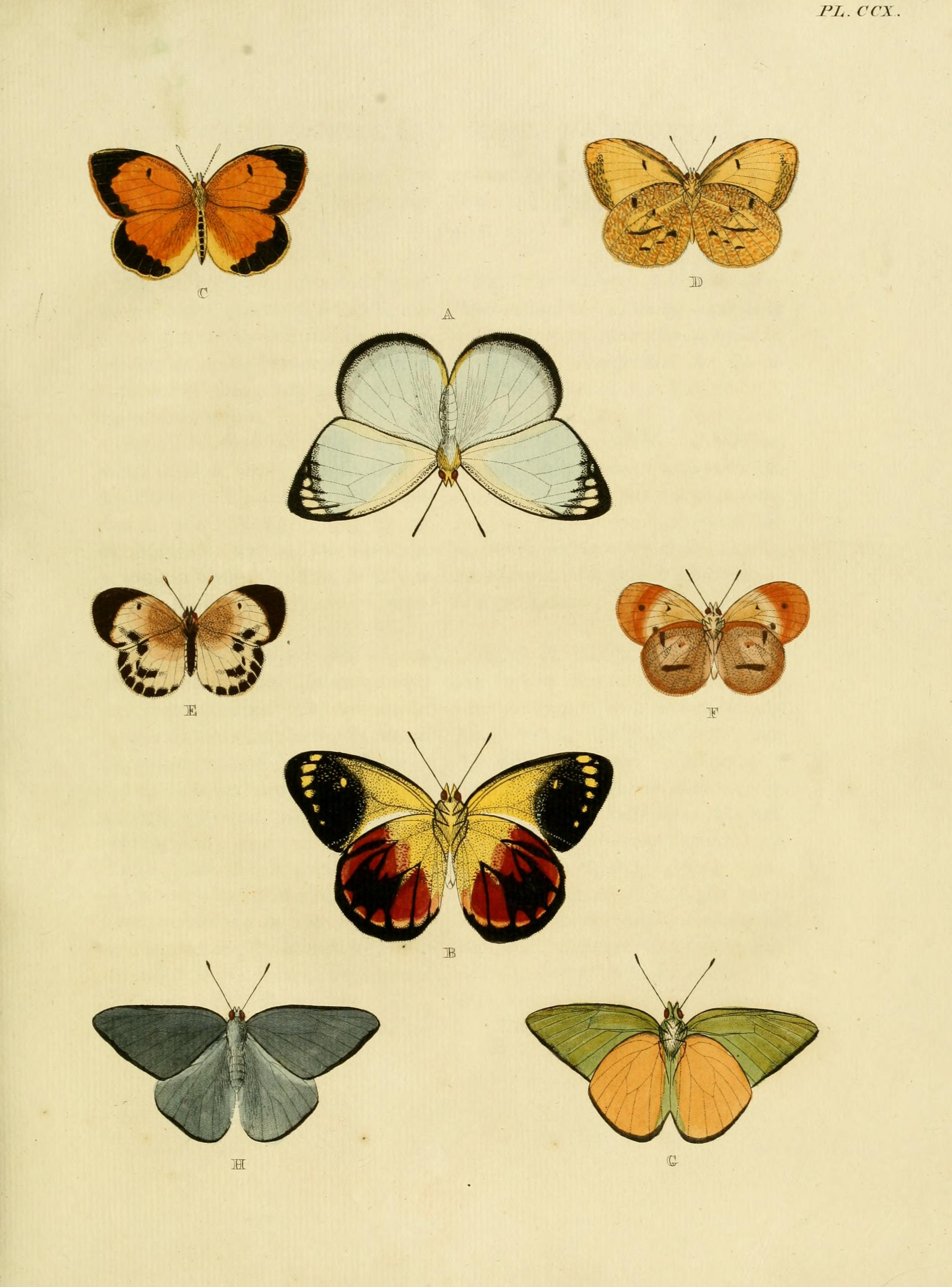
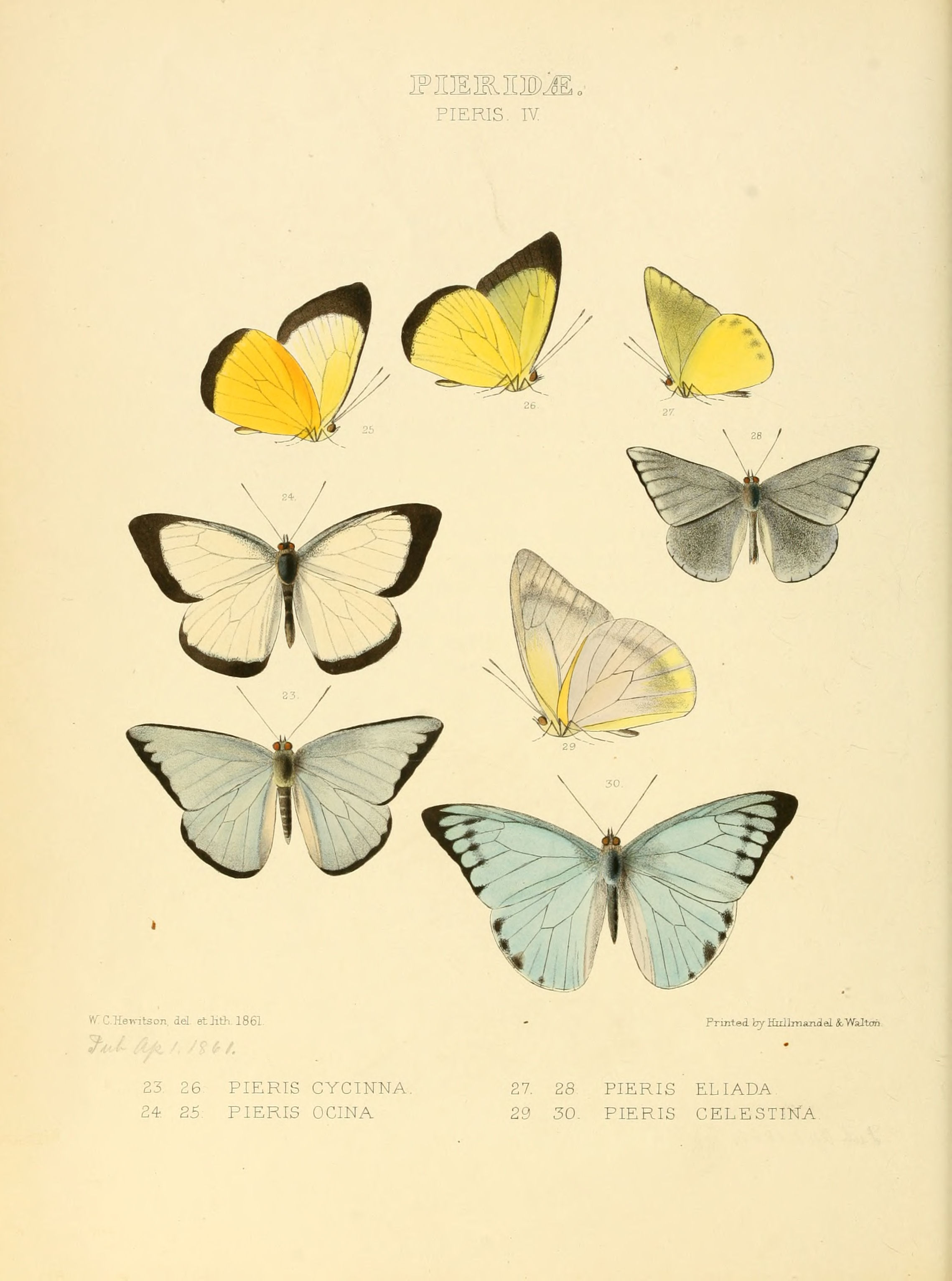
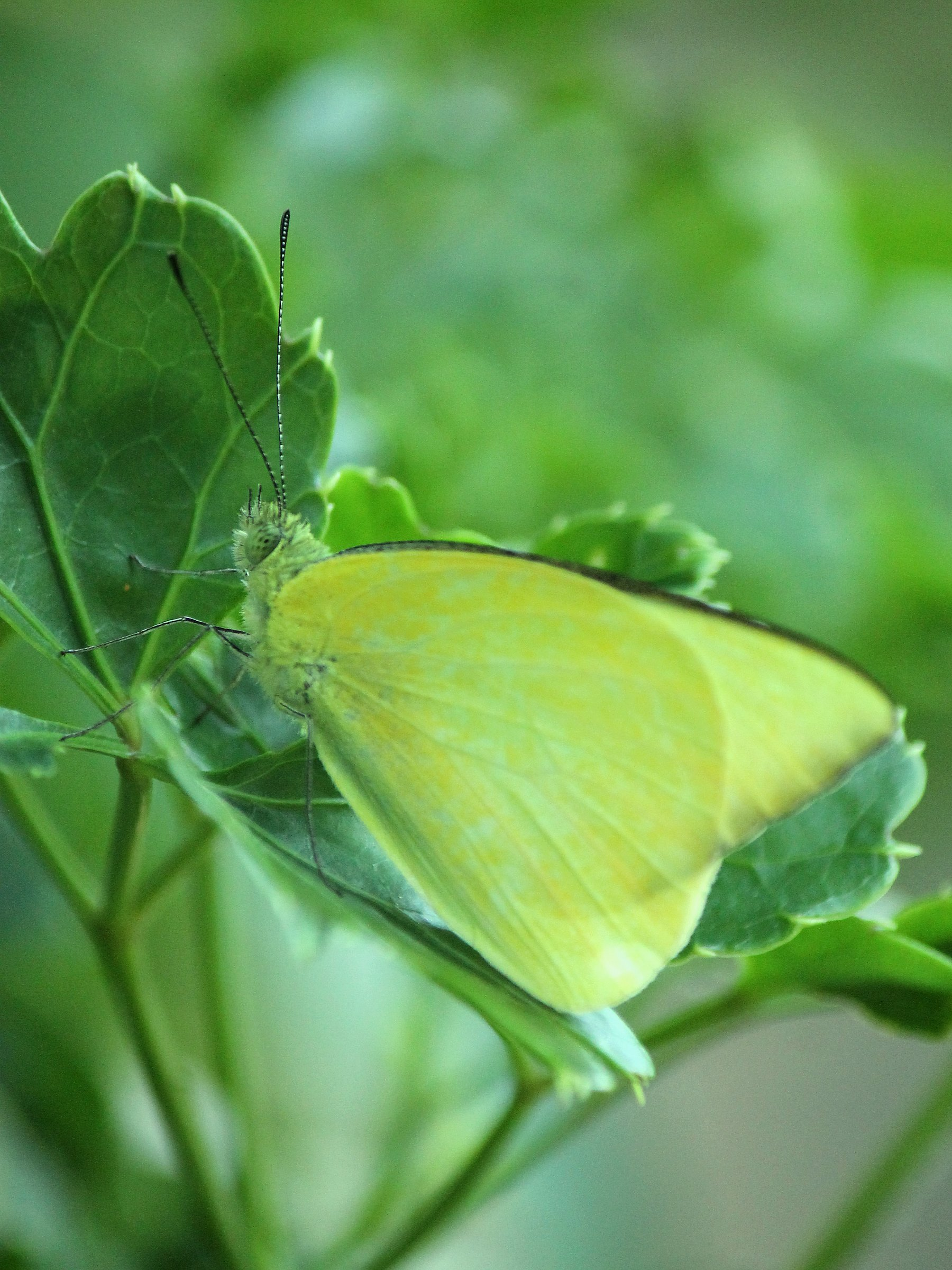